# Samuel Jones Tilden
Pour les articles homonymes, voir Tilden.
Samuel Jones Tilden, né le 9 février 1814 à New Lebanon dans l'État de New York, et mort le 4 août 1886 à Yonkers dans l'État de New York, fut le candidat démocrate à la présidence des États-Unis en 1876. Il remporta le vote populaire mais perdit l'élection présidentielle en termes de grands électeurs au profit du candidat républicain Rutherford B. Hayes à la suite de fraudes dans plusieurs États du Sud. Pour éviter que le contentieux ne dégénère en une nouvelle guerre civile, Tilden accepta le compromis de 1877 par lequel il reconnaissait sa défaite contre la promesse de Hayes de mettre fin à la politique contestée de Reconstruction dans les anciens États confédérés, politique pénalisante pour les démocrates. 

## Biographie
Samuel Tilden est né le 9 février 1814 à New Lebanon dans l'État de New York. 
En 1841, il entame une carrière d'avocat qui en fait un homme riche. Il défend notamment les intérêts des chemins de fer dont il reçoit des actions et conseille les hommes d'affaires Jay Gould et James Fisk. 
En 1848, il rejoint une dissidence du Parti démocrate mais bien qu'anti-esclavagiste, il n'est pas de ceux qui rejoignent le tout nouveau Parti républicain en 1855 mais au contraire, est candidat abolitionniste au poste d'attorney général de l'État de New York. Il est proche du Tammany Hall. 
Après la guerre de Sécession, il prend la direction du parti démocrate de l'État de New York, se fait élire à l'assemblée de l'État et participe à une réforme judiciaire qui provoque la destitution de nombreux juges corrompus. 
En 1874, il est élu gouverneur où sa popularité et les résultats positifs de sa politique l'amènent à être candidat démocrate à l'élection présidentielle de 1876. 
Le résultat du vote populaire est en faveur du candidat démocrate mais le décompte est contesté dans quatre États en raison de fraudes massives. La lutte entre les partis menace de faire éclater de nouveau une guerre civile et un compromis est passé entre Tilden et Rutherford Hayes, le démocrate ne contestant pas la victoire du candidat républicain aux votes du collège électoral en échange d’un engagement de retrait des troupes fédérales des États du Sud.
En 1880 et 1884, Tilden refuse de prendre sa revanche et de se représenter. 
Il meurt le 4 août 1886.
Célibataire, extrêmement riche, il aurait confié n'avoir jamais dormi avec une femme de toute sa vie. Il laisse sa fortune à ce qui deviendra la New York Public Library.